# Andrzej Regin
Andrzej Regin (ur. 21 lutego 1994) – polski lekkoatleta, kulomiot. Pochodzi z Dobrego Miasta.
Zawodnik klubu Gwardia Szczytno. Medalista mistrzostw Polski w różnych kategoriach wiekowych. Jego największym dotychczasowymi osiągnięciami są brązowe medale na mistrzostwach Europy Juniorów (Rieti 2013) i młodzieżowych mistrzostwach Europy (Tallinn 2015).
Jego starszy brat Paweł także jest kulomiotem.

## Rekordy życiowe
- pchnięcie kulą (6 kg) – 20,07 m (2013)
- pchnięcie kulą (7,26 kg) – 19,31 m (2016)